# 최수현 (리포터)
최수현은 대한민국의 방송인이다. 리포터, MC, 아나운서이다.
별칭은 '복소녀'이다.

## 경력
- 프리랜서 아나운서
- KBS 리포터

## 방송 출연
-KBS 1TV <생방송 라이브 오늘>의 여러 코너를 진행 했으며, 특히 <부르면 복이 와요>의 '복소녀'로 많은 사랑을 받은 바 있다.
-KBS대구 1TV 생방송 행복발견 오늘
-KBS 2TV 생방송 아침이 좋다
-KBS 2TV 생생정보 수현의 힙하게 놀자
-KBS 2TV 굿모닝 대한민국 라이브